# Código Tributário Nacional
O Código Tributário Nacional (Lei nº 5.172, de 25 de outubro de 1966) é uma lei brasileira que institui as normas gerais de direito tributário exigidas pelo art. 146, inciso III da constituição brasileira. Foi instituída durante o mandato do então presidente Castelo Branco.
Apesar de ter sido publicado como sendo uma lei ordinária, foi recepcionado pela Constituição brasileira de 1988 com o status de lei complementar, sendo assim só pode ter seus dispositivos alterados por lei complementar. O CTN regula as normas gerais de direito tributário aplicáveis a todos os entes da federação: União, aos Estados, ao Distrito Federal e aos Municípios.